# Kajakarstwo na Letnich Igrzyskach Olimpijskich 1984 – K-2 500 m kobiet
Zawody kajakarskie w konkurencji K-2 kobiet na dystansie 500 metrów rozegrane w ramach Igrzysk Olimpijskich 1984 w Los Angeles na jeziorze Casitas w hrastwie Ventura w okesie od 6 do 10 sierpnia. W zawodach wzięło udział 20 zawodniczek z 10 krajów.
Złoty medal wywalczyła szwedzka osada w składzie Agneta Andersson i Anna Olsson, osiągając w finale czas 1:45,25. Srebrny medal zdobyła osada kanadyjska, a brąz osada niemiecka.

## Terminarz
| Data             | Runda      |
| ---------------- | ---------- |
| 6 sierpnia 1984  | Eliminacje |
| 8 sierpnia 1984  | Półfinał   |
| 10 sierpnia 1984 | Finał      |

## Wyniki

### Eliminacje
Trzy najlepsze osady z każdego biegu awansowały bezpośrednio do finału, pozostałe awansowały do półfinału.
Bieg 1.
| Pozycja | Zawodniczki                           | Państwo         | Czas    | Uwagi |
| ------- | ------------------------------------- | --------------- | ------- | ----- |
| 1.      | Alexandra Barré Susan Holloway        | Kanada          | 1:51,41 | F     |
| 2.      | Bernadette Hettich Cathérine Mathevon | Francja         | 1:53,61 | F     |
| 3.      | Lucy Perrett Lesley Smither           | Wielka Brytania | 1:54,98 | F     |
| 4.      | Marleen Kuppens Lutgarde Thijs        | Belgia          | 1:56,17 | SF    |
| 5.      | Ho Kim Fai To Kit Yong                | Hongkong        | 2:12,27 | SF    |

Bieg 2.
| Pozycja | Zawodniczka                        | Państwo           | Czas    | Uwagi |
| ------- | ---------------------------------- | ----------------- | ------- | ----- |
| 1.      | Agneta Andersson Anna Olsson       | Szwecja           | 1:47,82 | F     |
| 2.      | Agafia Constantin Nastasia Ionescu | Rumunia           | 1:49,85 | F     |
| 3.      | Josefa Idem Barbara Schüttpelz     | RFN               | 1:50,84 | F     |
| 4.      | Shirley Dery Leslie Klein          | Stany Zjednoczone | 1:54,61 | SF    |
| 5.      | Kari Ofstad Anne Wahl              | Norwegia          | 1:56,19 | SF    |

### Półfinał
Trzy najlepsze osady awansowały do finału.
| Pozycja | Zawodniczka                    | Państwo           | Czas    | Uwagi |
| ------- | ------------------------------ | ----------------- | ------- | ----- |
| 1.      | Shirley Dery Leslie Klein      | Stany Zjednoczone | 1:53,69 | F     |
| 2.      | Kari Ofstad Anne Wahl          | Norwegia          | 1:55,98 | F     |
| 3.      | Marleen Kuppens Lutgarde Thijs | Belgia            | 1:57,88 | F     |
| 4.      | Ho Kim Fai To Kit Yong         | Hongkong          | 2:11,71 |       |

### Finał
| Pozycja | Zawodniczka                           | Państwo           | Czas    | Uwagi |
| ------- | ------------------------------------- | ----------------- | ------- | ----- |
| 01 !    | Agneta Andersson Anna Olsson          | Szwecja           | 1:45,25 |       |
| 02 !    | Alexandra Barré Susan Holloway        | Kanada            | 1:47,13 |       |
| 03 !    | Josefa Idem Barbara Schüttpelz        | RFN               | 1:47,32 |       |
| 4.      | Agafia Constantin Nastasia Ionescu    | Rumunia           | 1:47,56 |       |
| 5.      | Shirley Dery Leslie Klein             | Stany Zjednoczone | 1:49,51 |       |
| 6.      | Bernadette Hettich Cathérine Mathevon | Francja           | 1:51,40 |       |
| 7.      | Kari Ofstad Anne Wahl                 | Norwegia          | 1:51,61 |       |
| 8.      | Lucy Perrett Lesley Smither           | Wielka Brytania   | 1:51,73 |       |
| 9.      | Marleen Kuppens Lutgarde Thijs        | Belgia            | 1:51,92 |       |